# Битва при Парване
Битва при Парване — сражение хорезмского войска с монголо-татарами в 1221 году, которое произошло рядом с городом Парван и завершилось поражением последних. 

## Силы сторон
У Джелал-ад-Дина была разнонародная армия. К нему примкнули предводитель племенного отряда халаджей Сайф ад-Дин Играк, владетель Балха Азам-Малик, глава ополчения афганцев Музаффар-Малик и предводитель карлукского отряда ал-Хасан — каждый из них имел под началом 30 тыс. воинов. Сам Джалал ад-Дин имел под командой 60 тыс. воинов, а Амин ал-Мулк — 40 тыс. У Кандагара они разбили монголов и прошли в Газни.
Летом 1221 года они разбили в Тохаристане монголов. Чингисхан собрал войско и приказал своему приёмному брату Шиги-Кутуку идти на битву.
У монголов помимо Шиги-Кутуку в войске были начальники Такачак и Мулгар. Их армия была примерно 30-40 тысяч человек.
На соединение с Джелал-ад-Дином шли с войсками два его младших брата, но настигнутые монголами, они приняли бой и погибли в сражении.

## Характер и ход сражения
Сражение известно своим упорством и кровопролитностью: стороны сражались два дня. Первый день не принёс результатов ни одной из сторон. Монголы были уязвимы для хорезмийских лучников, которые обстреливали их со скал, заняв выгодную позицию по приказу Джелал-ад-Дина.
На второй день монголы пошли на хитрость, они посадили на свободных коней, чучела изображавшие воинов. Хорезмийцы испугались, но Джелал-ад-Дин их успокоил. Джелал-ад-Дин, перегруппировав свои силы, лично возглавил атаку конного отряда, который смог прорвать центр войска противника. Монголы побежали, а хорезмийцы на свежих конях догоняли и рубили врагов. Неровная местность сыграла во вред монгольской коннице. По разным данным погибло почти всё войско монголов.
В этой битве был использован необычный военный прием. В. В. Бартольд, опираясь на труд Джувейни, отмечает, что хорезмское войско большую часть времени сражалось в пешем строю, и лишь когда монголы стали уставать, приказал начать конную атаку и тем самым добился победы.

## Последствия
Слух о битве и разгроме непобедимых монголов пронёсся по всей Центральной Азии. Монгольский отряд, осаждавший крепость Балх, сразу же снял осаду и ушел на север.
В некоторых городах, занятых монголами, жители восстали и перебили монгольские гарнизоны. Позднее в войске Джелал Ад-Дина начался разлад из-за дележа добычи, его покинула большая часть армии, среди которых были афганцы, кипчаки и карлуки.

Чингисхан, узнав о разгроме более 4 туменов, сказал: 
«Шиги-Кутугу знал только победы, поэтому ему полезно испытать горечь поражения, чтобы тем горячее стремиться в будущем к победе». 
Он решил захватить Джелал-ад-Дина. Он приказал всем ближайшим войскам снимать осады городов и ускоренными переходами повёл армию в погоню.
Раскол в армии сыграл роль в поражении Джелал-ад-Дина в Битве на реке Инд.

## В культуре
Битва при Парване описывается в романах Василия Яна «Чингиз-хан» и Исая Калашникова «Жестокий век» и показывается в китайском сериале "Чингисхан" (2004).